# Ich war zu Heidelberg Student (Lied)
Ich war zu Heidelberg Student ist ein Lied, dessen Worte der dem westfälischen Landjudentum entstammende Schriftsteller und Pädagoge Jakob Löwenberg dichtete. Vertont wurden sie 1892 von Otto Lob.
Es erschien im Kommersbuchverlag von Moritz Schauenburg in Lahr/Schwarzwald.
Es wurde 1927 zum Titellied für den gleichnamigen deutschen Stummfilm, den Regisseur Wolfgang Neff nach einem Manuskript von Paul Beyer gedreht hat.
Der Film, zu dem Walter Bransen die Illustrationsmusik schrieb, hatte am 1. Juli 1927 im U.T. Turmstraße in Berlin Première.
Er begründete den Filmruhm des Konzert- und Unterhaltungssängers Franz Baumann, der darin im vollen Wichs eines Corpsstudenten zu sehen war. In dieser Pose zeigte ihn auch eine „Künstlerpostkarte“ aus dem Verlag von Wilh. Leiser.  Auf dem Kinoplakat wurde er mit dem Hinweis auf seine Tätigkeit am Rundfunk beworben.
Baumann sang das Lied für mehrere Grammophonfirmen auf Platte ein.
Das Lied wurde auch von anderen populären Künstlern der Zeit wie Max Kuttner oder Harry Steier aufgenommen. Es fand Verbreitung auch auf Liedpostkarten.

## Tondokumente (Beispiele)
Baumann:
- Ich war zu Heidelberg Student (O. Lob / J. Löwenberg) gesungen von Franz Baumann. Am Klavier: Bruno Seidler-Winkler. VOX 03567 (Matr. 601-2 AA) (1925), vorhanden in: SLUB Dresden / Mediathek  3' 44"
- Ich war zu Heidelberg Student (O. Lob/Löwenberg) Franz Baumann mit Paul-Godwin-Ensemble. Grammophon 21 049 / B 42 543 (Matr. 762 bd)[10]
- Ich war zu Heidelberg Student (O. Lob/Löwenberg) Franz Baumann. Begleitung: Instrumental-Trio. Odeon O-2155 a (Be 5779, 1927)[11]
- Ich war zu Heidelberg Student (O. Lob/Löwenberg) Franz Baumann mit Klavierbegleitung Otto Dobrindt. Beka B. 6211-I (Matr. 34 216), aufgen. 5.09.27
- Ich war zu Heidelberg Student (Text: I. Löwenberg – Musik: Otto Lob) Franz Baumann, Tenor, mit Klavierbegleitung: Fritz Redl. Homocord 4–2352 (Matr. M 19 303-1) DNB Katalog
- Ich war zu Heidelberg Student (Otto Lob – Text: Löwenberg) Franz Baumann, Tenor, mit Violine, Cello, Klavier. Tri-Ergon T.E. 1059 (Matr. 0332) DNB Katalog[12]

andere Sänger:
- Ich war zu Heidelberg Student : Lied (Otto Lob – Text: I. Löwenberg) Harry Steier mit Quartett und Orchester. Beka B.6334 (Matr. 34 532), aufgen. 6.01.28
- Ich war zu Heidelberg Student (Otto Lob, Text: Löwenberg) Max Kuttner, Tenor mit Orchesterbegleitung. Artiphon Record 2722, “Electro-Aufnahme”
- Ich war zu Heidelberg Student (Musik von Otto Lob – Text von Löwenberg) Gerhard Pechner, Bariton – Am Bechstein: Hellmut Baerwald. Ultraphon A 124 (Matr. 10 028)